# Jean-Paul Agon

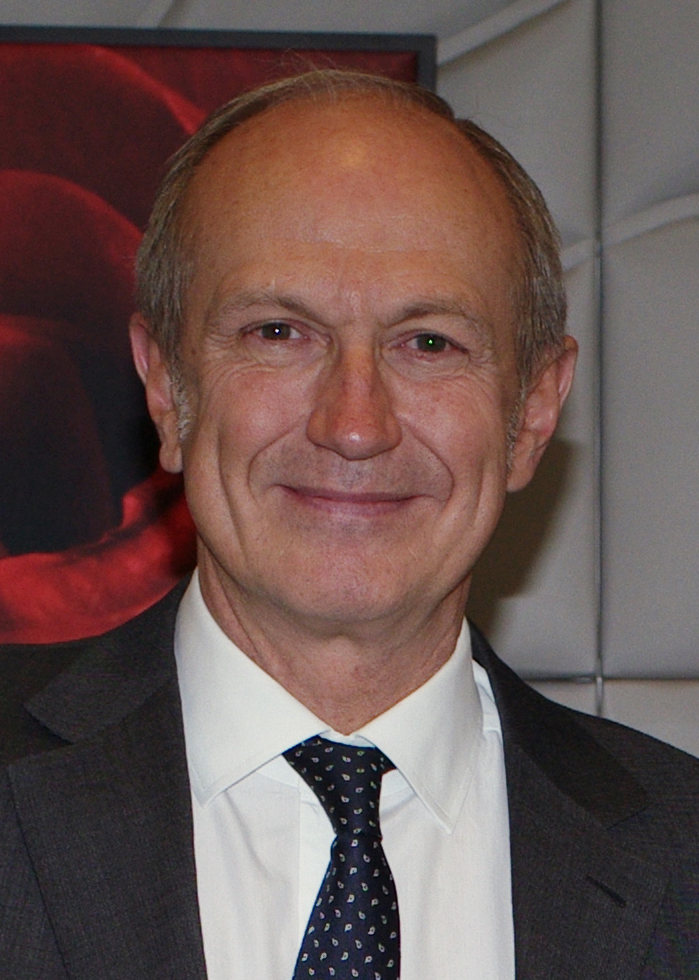
Jean-Paul Agon

Jean-Paul Agon (* 6. Juli 1956 in Boulogne-Billancourt) ist ein französischer Manager.

## Leben
Jean-Paul Agon ist der Sohn eines Apothekers und einer Architektin. Er studierte an der École des hautes études commerciales de Paris (HEC) Betriebswirtschaftslehre. Nach seinem Studium begann er 1978 als Handelsvertreter bei L’Oréal zu arbeiten. Ab 1981 übernahm er Führungsaufgaben im Konzern, zunächst bei L’Oréal Griechenland, dann L’Oréal Parfüm Frankreich (1985), L’Oréals Deutschland (1995), Asien (1997) und USA (2001). 2005 kam er zur Vorbereitung auf den CEO-Posten in die Pariser Zentrale. Seit dem 25. April 2006 leitet er als Nachfolger von Lindsay Owen-Jones den französischen Konzern L’Oréal. Agon ist verheiratet und hat drei Kinder. Im April 2022 wurde er zum Präsidenten der HEC Paris ernannt.